# Ceratozamia kuesteriana
Ceratozamia kuesteriana е вид растение от семейство Замиеви (Zamiaceae). Видът е критично застрашен от изчезване.

## Разпространение
Разпространен е в Мексико (Тамаулипас).